# Округ Оринџ (Северна Каролина)
Округ Оринџ (енгл. Orange County) је округ у америчкој савезној држави Северна Каролина.

## Демографија
По попису из 2010. године број становника је 133.801, што је 15.574 (13,2%) становника више него 2000. године.
| Група             | 2000.          | 2010.          |
| Белци             | 89.656 (75,8%) | 94.671 (70,8%) |
| Афроамериканци    | 16.298 (13,8%) | 15.928 (11,9%) |
| Азијати           | 4.845 (4,1%)   | 9.023 (6,7%)   |
| Хиспаноамериканци | 5.273 (4,5%)   | 11.017 (8,2%)  |
| Укупно            | 118.227        | 133.801        |